# 월터 베델 스미스
월터 베델 스미스(영어: Walter Bedell "Beetle" Smith, 1895년 10월 5일~1961년 8월 8일)는 제2차 세계 대전 중인 1943년, 튀니지 전역과 연합군의 이탈리아 침공 당시 연합군 본부에서 드와이트 D. 아이젠하워의 참모를 지낸 미국 육군의 고위 장교이다. 1944년부터 1945년까지는 서부 전선의 연합국 원정군 최고사령부에서 아이젠하워의 참모를 지냈다.